# Physophora gilmeri
Physophora gilmeri är en nässeldjursart som beskrevs av Grace Odel Pugh 2004. Physophora gilmeri ingår i släktet Physophora och familjen Physophoridae. Inga underarter finns listade i Catalogue of Life.